# Römerlager apud aram Ubiorum
Der römische Historiker Tacitus überlieferte apud Aram Ubiorum (zu Deutsch: „beim Altar der Ubier“) für das Jahr 14 n. Chr. ein Winterlager für zwei römische Legionen, die Legio I Germanica und die Legio XX Valeria Victrix. Archäologisch konnte dieses Doppellegionslager bislang nicht nachgewiesen werden, sein Vorhandensein ist jedoch unumstritten. Nach der Angabe bei Tacitus muss es im oder nahe beim oppidum Ubiorum, dem heutigen Köln, gelegen haben, genauer an dem Heiligtum Ara Ubiorum.

## Geschichte
Die Legionen I und XX hatten im Jahr 14 n. Chr. zusammen mit der Legio V Alaudae und der Legio XXI Rapax im Gebiet der Ubier im Sommerlager gelegen, als im August die Nachricht vom Tod des Kaisers Augustus eintraf. In den Wirren nach dem Tod des Princeps verweigerten die Soldaten den Gehorsam. Sie forderten höhere Soldzahlungen, eine humanere Behandlung durch die Offiziere, eine Verkürzung der Dienstdauer und die Entlassung der Veteranen. Germanicus, der zu dieser Zeit den Oberbefehl über die germanischen Legionen innehatte, konnte die militärische Disziplin nur durch Zahlungen aus seinem Privatvermögen und das Versprechen, die Forderungen in Rom durchzusetzen, wiederherstellen. Ende August 14 führte der Legat Aulus Caecina Severus die I. und die XX. Legion ins Winterlager beim heutigen Köln, wo sich auch das Oberkommando der römischen Rheinarmee befand. Germanicus selbst bezog Quartier im oppidum Ubiorum. Im September des Jahres traf eine senatorische Gesandtschaft unter der Führung von Lucius Munatius Plancus aus Rom ein. Nach Tacitus trafen sie sich mit Germanicus apud Aram Ubiorum, also beim Altar der Ubier, der sich innerhalb der Siedlung befand. Eine gewaltbereite Gruppe der vorläufig freigestellten Veteranen fürchtete, Munatius Plancus würde einen Senatsbeschluss überbringen, der die während der Meuterei erstrittenen vorzeitigen Entlassungen zurücknehmen werde. Sie drangen in die Siedlung ein und bedrohten Germanicus und die Gesandtschaft. Munatius Plancus flüchtete sich ins Fahnenheiligtum der I. Legion, wo er am nächsten Morgen von Germanicus befreit wurde. Im Anschluss motivierte Germanicus die Soldaten, die Rädelsführer der Meuterei zu töten und sich loyal zu Tiberius zu stellen.

## Lage und Belegungsdauer

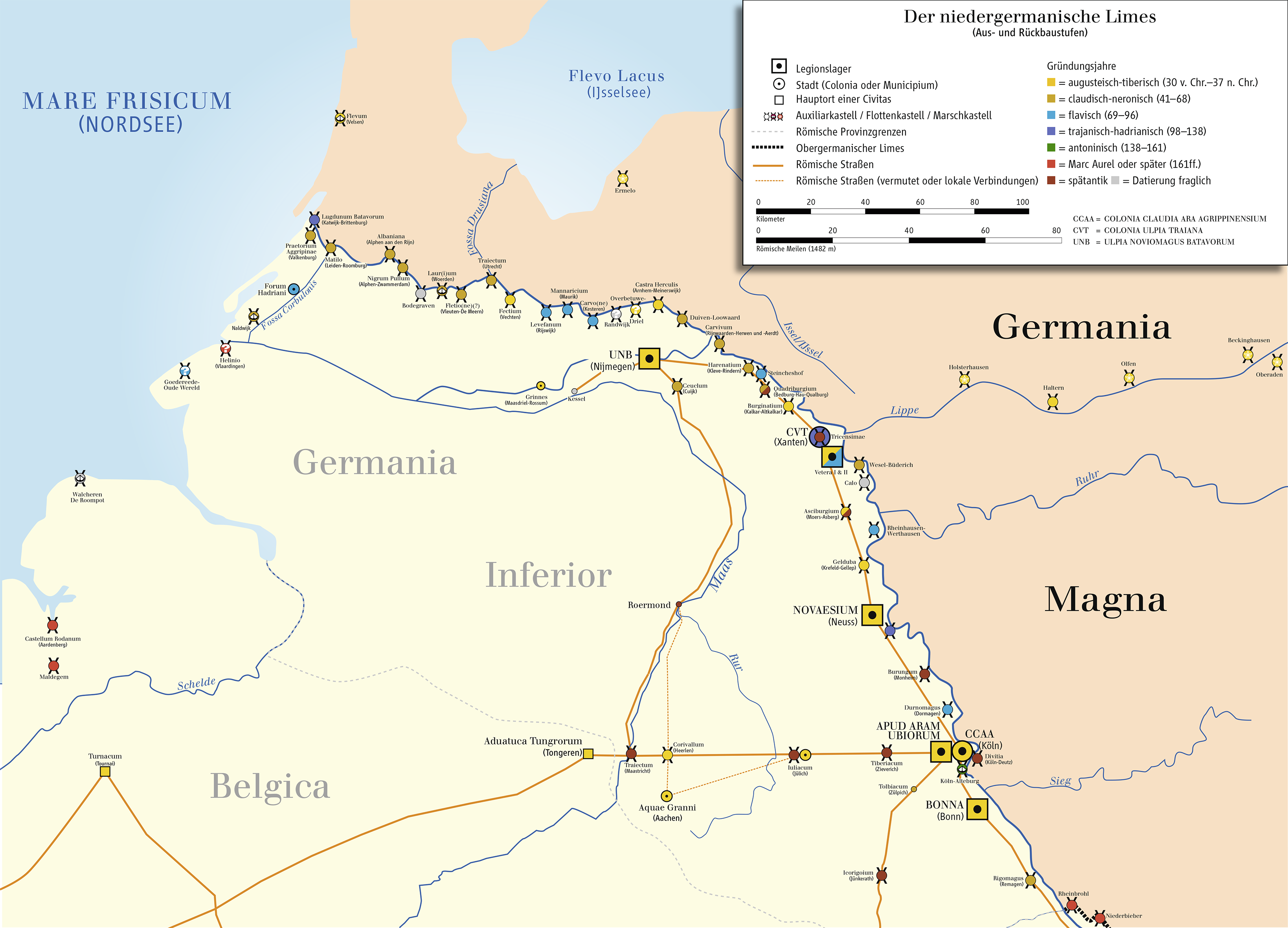
Lage des Alenkastells im Verlauf des Niedergermanischen Limes.

Aus der Schilderung bei Tacitus geht hervor, dass die Ubiersiedlung, aus der die Stadt Köln hervorgegangen ist, und das Militärlager räumlich getrennt waren, aber nahe beieinander gelegen haben müssen. Nähere topographische Angaben finden sich nicht. Es mehren sich die archäologischen Indizien dafür, dass es feldseitig des Nordtores der Siedlung um den heutigen Kölner Hauptbahnhof lag. Hier wurden prägefrische Münzen mit dem Gegenstempel des Germanicus und militärtypische Keramik gefunden. Auch ist die hochwasserfreie Fläche hier groß genug, um einem Doppellegionslager Platz zu bieten.
Die Gräber von Soldaten der beiden Legionen lagen südlich der Siedlung. Zwei frühkaiserzeitlich datierende Grabsteine wurden bereits 1632 am heutigen Chlodwigplatz gefunden. Hierbei handelt es sich um das Grabmal des Veterinärs der XX. Legion Gaius Deccius und Gaius Vetienius, eines tubicen der I. Legion.
Die Grabsteine von Veteranen der I. und der XX. Legion sind außerhalb der Stadtmauer im Bereich der Aachener Straße 19–21 bekannt.
Zur Frage der Belegungsdauer gibt es ebenfalls nur wenige Daten. Möglicherweise ging dem Kölner Lager ein augusteischer Vorläufer voraus. Die I. Germanica wurde um 35 n. Chr. in Bonna (Bonn) stationiert. Die XX. Legion wurde in spättiberischer Zeit nach Novaesium (Neuss) verlegt. Vermutlich wurde das Kölner Legionslager zu dieser Zeit aufgelassen.

## Forschungsgeschichte
In der Forschung des 19. und beginnenden 20. Jahrhunderts wurde nur selten zwischen dem angenommenen Lager des Marcus Vipsanius Agrippa und dem bei Tacitus erwähnten Lager differenziert. Auch herrschte die Meinung vor, dass die spätere CCAA aus dem Lager, und nicht aus der Ubiersiedlung hervorgegangen sei und somit denselben Raum einnahm. Nach Abzug der I. und XX. Legion sollte das Lager den Ubiern als Siedlungsraum übergeben worden sein. Der preußische Generalmajor Karl von Veith legte 1885 einen Stadtplan Kölns vor, in den er den Grundriss des Lagers projizierte.
Bis in die jüngste Zeit gibt es Bemühungen, das Winterlager mit dem Flottenkastell Alteburg gleichzusetzen. Das deutlichste Argument gegen diese These ist, dass die nutzbare hochwasserfreie Fläche mit nur etwa 16 ha zu klein für den Raumbedarf von zwei Legionen ist.